# Fasanenstrasse

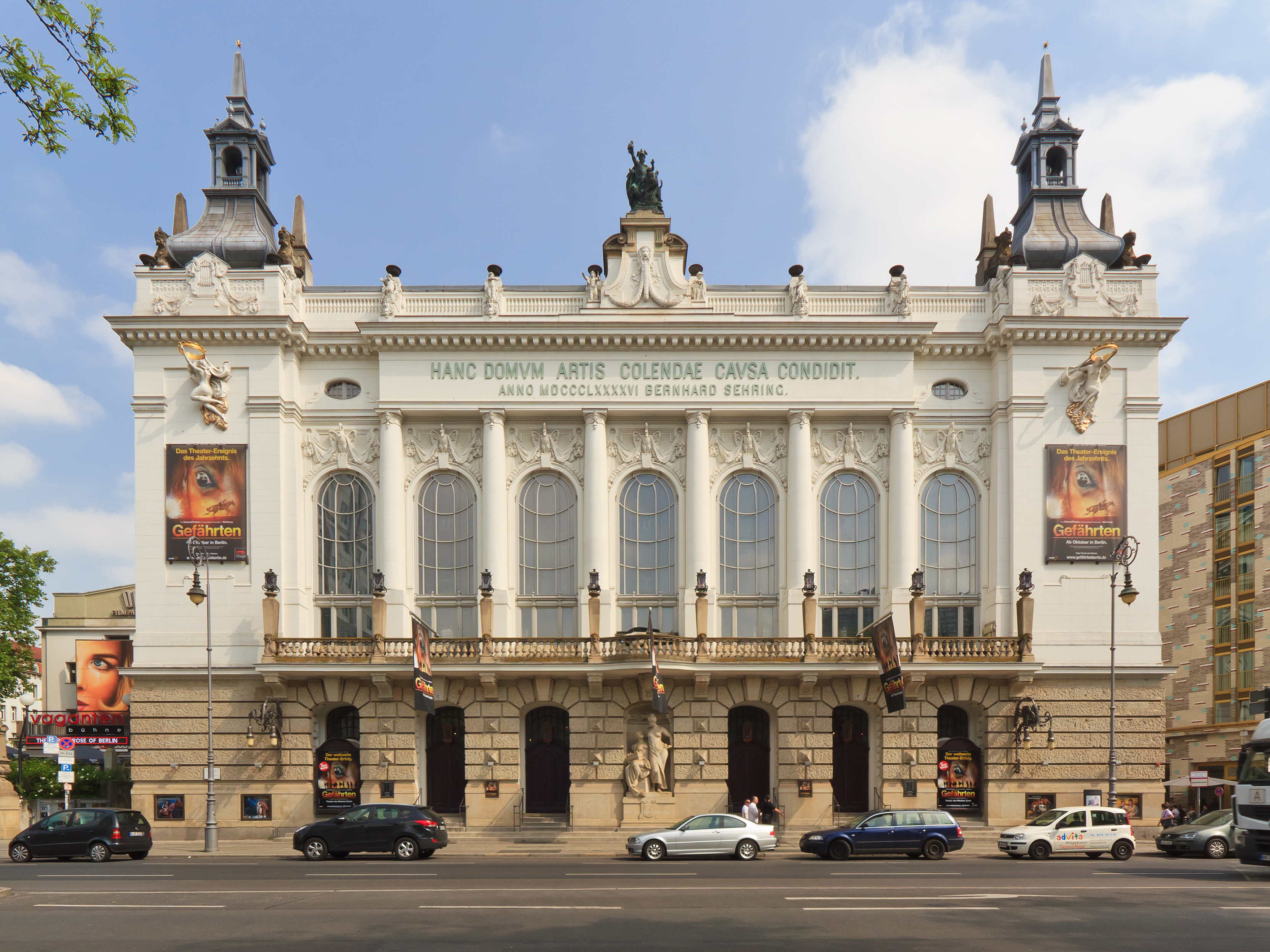
Theater des Westens ligger i hörnet Fasanenstraße/Kantstraße

Fasanenstrasse (högtysk stavning: Fasanenstraße) är en känd gata i Berlins västra centrum, i stadsdelsområdet Charlottenburg-Wilmersdorf.
Namnet Fasanenstrasse bär gatan sedan 1901, till minne av det fasaneri som kung Fredrik II av Preussen lät anlägga 1755. 
Fasanenstrasse korsar bland andra Hardenbergstrasse och Kurfürstendamm.
På gatan har flera kända personer bott genom åren, bland dem Asta Nielsen, Tatjana Gsovsky och Heinrich Mann. 
Här finns bland annat ett Käthe Kollwitzmuseum och Literaturhaus Berlin.